# Samuel Caron
Samuel Caron (* 20. Jahrhundert) ist ein kanadischer Filmproduzent.

## Leben
Samuel Caron studierte Philosophie an der Université du Québec à Montréal. 2015 schloss er mit Diplom ab. Von 2016 bis 2017 studierte er Fundamental Ethic am Centre de Recherche en Ethique.
Nach dem Studium begann er als Filmproduzent zu arbeiten. Er produzierte Kurzfilme und Musikvideos, unter anderem für Kygo und Céline Dion. Zusammen mit Vincent René-Lortie gründete er die Filmproduktionsgesellschaft Telescope Films in Montreal, Québec. 2022 produzierte er den Kurzfilm Unbesiegbar und erhielt bei der Oscarverleihung 2024 eine Nominierung in der Kategorie Bester Kurzfilm.

## Filmografie
Filme
- 2017: La voliére (Kurzfilm)
- 2018: The Pornographer (Kurzfilm)
- 2018: Premier matin sans toi (Kurzfilm)
- 2019: Le déménagement (Kurzfilm)
- 2019: Amoureuses (Dokumentarfilm)
- 2019: American Dream (Kurzfilm)
- 2019: We Had It Coming
- 2020: Quand elle tombe (Kurzfilm)
- 2020: Chez les heureux de ce monde (Kurzfilm)
- 2021: Take Me to a Nice Place
- 2021: Sit Still
- 2022: Unbesiegbar (Invincible) (Kurzfilm)

Musikvideos
- 2017: Kygo feat. Justin Jesso: Stargazing
- 2018: Tambour: Silhouettes
- 2018: Tambour: Orion
- 2018: San James: One Hundred Faces
- 2018: Alexandra Stréliski: Changing Winds
- 2019: The O`Pears: Lady Winter
- 2019: Antony Carle: Save Face
- 2019: Bronswick: La Sécheresse
- 2019: Alexandra Stréliski: Le nouveau départ (Session live)
- 2019: Koriass feat. FouKi: Lait de chèvre
- 2019: Cédrik St-Onge: Demain

- 2019: LaF: Avalanche
- 2019: David Giguère: Téléphone
- 2019: Céline Dion: Courage
- 2019: Sheena Ko: Wrap Me Up
- 2019: Jacob Collier feat. Daniel Caesar: Time Alone with You
- 2020: Alaclair Ensemble: Céline
- 2020: Eli Rose: Rebelle
- 2020: Owen Pallett: A Bloody Morning
- 2020: Koriass & FouKi: Bénis
- 2020: Lary Kidd: Tout va bien
- 2020: Heartstreets: I Wanna Dance
- 2020: FouKi: Bijou
- 2021: Simon Leoza: La nuée
- 2021: White-B: Toxique / Double Vision
- 2021: Pomme: À perte de vue
- 2021: 5Sang14: Mode Sport
- 2021: 20Some: I Know
- 2021: Simon Leoza: Prophets
- 2021: Rymz: Hédoniste
- 2022: Loud: Hold Up